# شهرستان زابل
شهرستان زابل یکی از شهرستان‌های استان سیستان و بلوچستان ایران است. مرکز این شهرستان، شهر زابل است.

## جمعیت
براساس سرشماری عمومی نفوس و مسکن در سال ۱۳۹۵، جمعیت شهرستان زابل برابر با ۱۶۵٬۶۳۴ نفر بوده‌است.

## مردم
مردم شهرستان زابل را بلوچ ها و سیستانی‌ها تشکیل می دهند. زابل به لحاظ دارا بودن پیشینه تاریخی خوب و غنی فرهنگی و تاریخی، از جایگاه و ارزش بسیار والایی در میان شهرستان‌ها و مناطق مختلف کشور برخوردار است. آیین‌ها بر گرفته از اقلیم و طبیعت منطقه، اعتقادات و طبقات اجتماعی مردم است و به مناسبت‌های مختلف انجام می‌شود

## تقسیمات کشوری
شهرستان زابل دارای ۲ بخش، ۴ دهستان و ۲ شهر به نام‌های زیر است:

### شهرستان زابل
| بخش    | مرکز بخش | جمعیت بخش ۱۳۹۵ | نام دهستان | مرکز دهستان | جمعیت دهستان ۱۳۹۵ | شهر              | جمعیت شهر ۱۳۹۵        |
| ------ | -------- | -------------- | ---------- | ----------- | ----------------- | ---------------- | --------------------- |
| مرکزی  | زابل     | ۱۵۱٬۰۷۸ نفر    | حیدرآباد   | حیدرآباد    | ۶٬۲۰۷ نفر         | زابل بنجار       | ۱۳۴٬۹۵۰ نفر ۳٬۷۶۰ نفر |
| مرکزی  | زابل     | ۱۵۱٬۰۷۸ نفر    | بنجار      | بنجار       | ۶٬۱۶۱ نفر         | زابل بنجار       | ۱۳۴٬۹۵۰ نفر ۳٬۷۶۰ نفر |
| کرباسک | کرباسک   | ۱۵٬۳۷۰ نفر     | ژاله‌ای     | ژاله‌ای      | ۸٬۴۷۶ نفر         | **************** | ****************      |
| کرباسک | کرباسک   | ۱۵٬۳۷۰ نفر     | کرباسک     | کرباسک      | ۶٬۸۹۴ نفر         | **************** | ****************      |

## آیین‌ها و مراسمات در شهرستان زابل
_ آیین‌ها در موقع کار (مراسم حشر) آیین کهن لای روبی بستر رودخانه هیرمند است که حاکی از یک نوع تعاون و همبستگی منطقه ای و تبلور عینی اتحاد در حل معضلات است که هنوز هم در منطقه انجام می‌گردد.
-مراسم جشن گندم جشن و پایکوبی به مناسبت برداشت گندم و شکرگزاری از درگاه ایزد منان است که با رقص و پایکوبی خاص منطقه برای هر تازه‌واردی بسیار جذاب می‌باشد.
-آیین‌های مذهبی (عید فطر، عید غدیر، عید قربان و مبعث پیامبر _ تولد امام علی (ع) و مراسم آیینی نیمه شعبان که مردم در این روز به زیارت اهل قبور رفته و یک نوع شیرینی محلی به نام چلبک درست می‌کنند.
-رمضان‌خوانی و سحرخوانی دو آیین مهم این منطقه در ماه رمضان است که هر کدام ویژگی خاص خود را دارد. برخی سوابق تاریخی و گفته‌ها نشان می‌دهد که آیین سحرخوانی و رمضان‌خوانی از حدود ۱۴۰۰ سال قبل یعنی از اوایل اسلام نزد ساکنین مرسوم بوده‌است. در این آیین که بین شب‌ها ی ۱۲تا ۱۷ ماه مبارک رمضان اجرا می‌شود، جمع زیادی از جوانان و نوجوانان هر محله در مقابل منازل مردم اجتماع کرده و اشعار محلی را با صدای رسا قرائت می‌کنند که از جمله آن اشعار «رمضو الله الله رمضو، رمضو الله خوشنوم خدا، رمضو اومْده مهمونش کنه، گوو گوساله ره قربونش کنه، ای سرا از کِنه که کولَک داره، اگه فهمو صابیو بورک داره، ای سرا از کِنه که رو و بادَه، دو پسر داره که نو دوماده» است.
-مراسم عزاداری در ماه محرم با اجرای تعزیه و سوگواری.
-آیین‌های ملی (نوروز و جشن سیزده بدر مردم به زیارت کوه خواجه و سایر زیارت‌ها می‌روند جشن می‌گیرند و شادی می‌کنند مراسم و آیین‌های بسیار زیبایی نیز در هنگام تولد، ازدواج اجرا می‌گردد.
-رقص شمشیر که از نمونه‌های شاخص موسیقی سازی و آوازی در منطقه است که ضمن داشتن شهرت جهانی باشور و اشتیاق خاصی در جشن‌ها و مراسم آیینی این دیار برگزار می‌گردد.

## موقعیت جغرافیایی
شهرستان زابل با مساحت ۳۴۴کیلومترمربع در ضلع شمال شرقی استان سیستان و بلوچستان قرار گرفته و فاصله مرکز شهرستان تا مرکز استان (زاهدان) ۲۰۷ کیلومتر است.

## عوارض طبیعی
شهرستان زابل دارای اقلیم بیابانی گرم و خشک است. میانگین بارش سالانه در این شهرستان ۵۹٫۶ میلی‌متر و دمای آن در سال از ۹٫۵- تا ۴۹ درجه سانتی‌گراد متغیر است.
رودخانه‌های هیرمند و شیله از رودخانه‌های این شهرستان می‌باشد. آب این شهرستان در گذشته از طریق حفر چاه و قنات تأمین می‌شده‌است و امروزه آب شرب زابل از مخازن بزرگ آب به نام چاه نیمه (که توسط رود هیرمند تغذیه می‌شوند) تأمین می‌گردد.

## پیشینه
بیراند رایس، محقق آلمانی در کتاب خود با نام زابل، زمان پیدایش زابل را سال ۱۸۶۹ میلادی می‌داند.

## کشاورزی و منابع طبیعی و دامپروری
اکثریت مردم این شهر از طریق کشاورزی امرار معاش می‌کنند. در سال زراعی ۸۳–۱۳۸۲ سطح زیر کشت محصولات زراعی و باغی شهرستان زابل بالغ بر ۲۵۸۶۱ هکتار شامل می‌شد که ۱/۱۶ درصد از سطح زیر کشت استان سیستان و بلوچستان را تشکیل می‌دهد. از این مقدار ۵۶/۱ درصد به کشت باغات و ۱/۱۶ درصد به زراعت‌های سالانه اختصاص دارد. محصولات عمده زراعی این شهرستان غلات، محصولات جالیزی و نباتات علوفه‌ای است. طی همان سال، ۱۱۸ واحد صنعتی پرورش و نگهداری دام و طیور در سطح شهرستان فعال بوده، همچنین میزان تولید شیر، گوشت قرمز، گوشت مرغ و ماهی به ترتیب ۳۷، ۱/۷، ۳ و ۱۰۸ هزار تن بوده‌است.

## اماکن گردشگری
- آتشکده کرکویه
- قلعه سام
- دهانه غلامان
- چاه نیمه
- قلعه رستم
- قلعه تپه
- قلعه مچی
- قلعه سه کوهه
- قلعه رامرود
- تپه زیارت تخت شاه
- آرامگاه خواجه غلطان
- ارگ خان ملک کیانی
- تخت شاه
- مجموعه تپه‌های تخت عدالت شاه
- بی بی دوست
- قلعه کک کهزاد
- میل قاسم‌آباد
- میل نادری
- زاهدان کهنه
- آسیاب بادی سیستان
- سه کوهه

"و یکی دیگر از اماکن گردشگری زابل کوه خواجه است که در مسیر روستا فیروزه ای واقع شده

## صنایع دستی و سوغات
- پشتی و گلیم بافی
- قالی بافی
- توتن سازی
- تولید ابزارآلات موسیقی
- سوزن دوزی
- کلوچه سیستانی و نان محلی
- تجگی سیستانی
- کلمبه
- بورک سیستانی